# Virus (album de Haken)
Pour les articles homonymes, voir Virus (homonymie).
Albums de Haken
Vector
(2018) Fauna
(2023)
Singles
1. Prosthetic
Sortie : 3 avril 2020
2. Canary Yellow
Sortie : 1er mai 2020
3. Invasion
Sortie : 22 mai 2020

Virus est le sixième album studio du groupe britannique de metal progressif Haken, sorti le 24 juillet 2020 sous le label InsideOut Music.

## Liste des pistes
| 1.    | Prosthetic                                   | 5:58  |
| 2.    | Invasion                                     | 6:42  |
| 3.    | Carousel                                     | 10:29 |
| 4.    | The Strain                                   | 5:23  |
| 5.    | Canary Yellow                                | 4:14  |
| 6.    | Messiah Complex I: Ivory Tower               | 3:57  |
| 7.    | Messiah Complex II: A Glutton for Punishment | 3:38  |
| 8.    | Messiah Complex III: Marigold                | 2:24  |
| 9.    | Messiah Complex IV: The Sect                 | 2:02  |
| 10.   | Messiah Complex V: Ectobius Rex              | 4:57  |
| 11.   | Only Stars                                   | 2:10  |
| 51:54 |                                              |       |